# Ectopie
L'ectopie est, de manière générale, la position anormale d'un organe. Le terme vient du grec ἔκτοπος (éktopos) qui signifie « en dehors du lieu, déplacé, étranger ».

## Anatomie

### Ectopie testiculaire
L'ectopie testiculaire  (souvent confondue avec la cryptorchidie) se définit comme l'insertion d'un testicule en dehors de son trajet de migration normal c'est-à-dire en dehors de la bourse. 
Il peut s'agir d'un seul (80 % des cas) ou des deux testicules (20 % des cas). 
Elle se différencie donc en cela de la cryptorchidie qui correspond, elle, à l'arrêt de la migration d'un ou deux testicules.

### Ectopie du cristallin

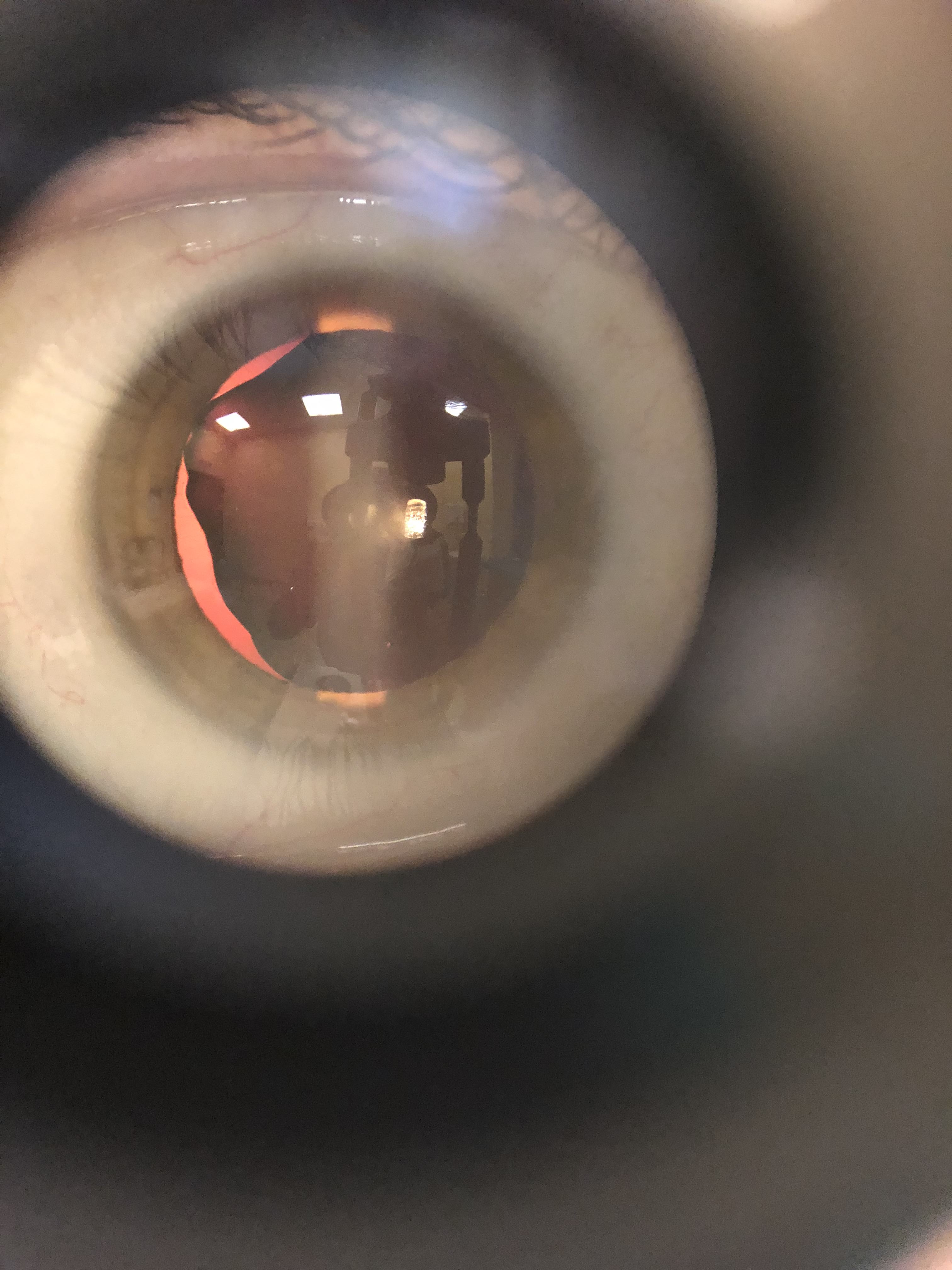
Ectopia lentis.

Le déplacement du cristallin, ectopie du cristallin, peut être inné ou apparaître à l'âge adulte. 
Le cristallin peut se déplacer rapidement mais peut également rester immobile plusieurs années. Si le déplacement est modéré, cela entraîne une myopie d'indice ou un astigmatisme, facilement corrigeables par le port de lunettes correctrices. En revanche, la vue peut être altérée de façon importante si le déplacement dépasse l'axe visuel central de l'œil. 
La bascule du cristallin, le plus souvent dans le vitré, peut conduire à des complications oculaires graves, comme le décollement de la rétine.
L'exérèse chirurgicale du cristallin est parfois requise. Une lentille artificielle (implant intraoculaire) peut être mise en place. Mais elle ne permet plus l'accommodation rendant un sujet jeune prématurément presbyte.
Cette pathologie atteint 60 % des individus atteints du syndrome de Marfan.

### Ectopie dentaire
La présence d'une dent en dehors de la cavité buccale concerne entre 0,1 % et 1 % de la population humaine.

### Ectopie rénale

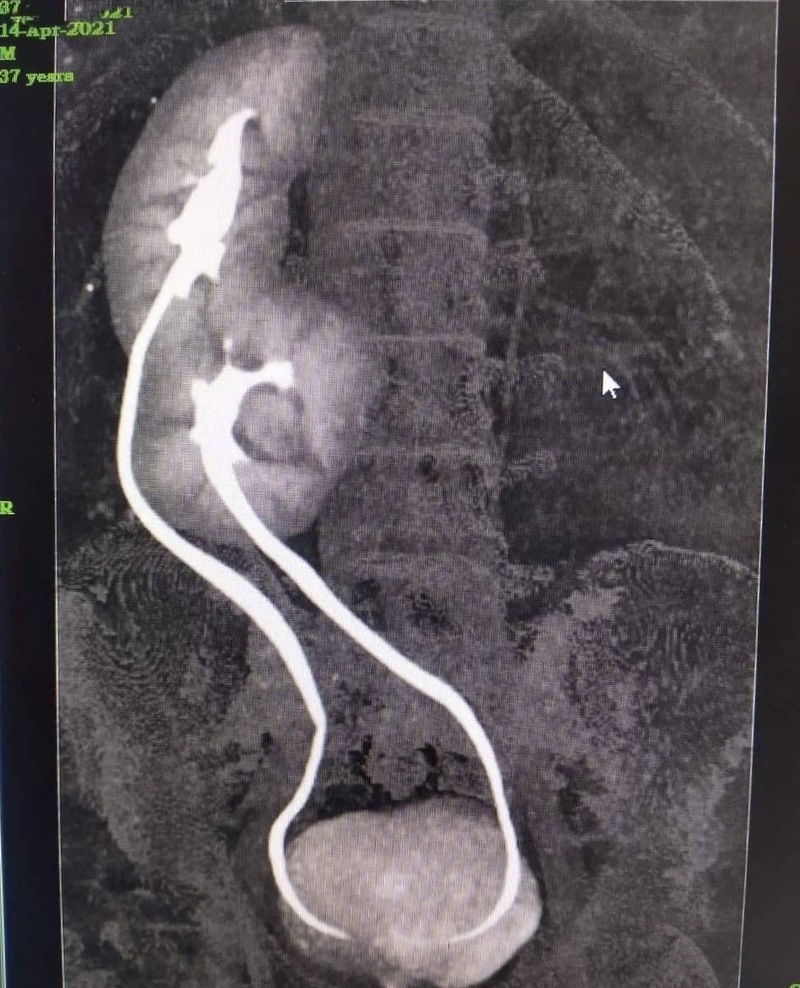
Ectopie rénale croisée.

Le rein se trouve en dehors de la fosse lombaire sans avoir subi un déplacement accidentel.
On distingue plusieurs types d'ectopies rénales en fonction de leur position et éventuelle fusion (vraie, basse, croisée, en fer à cheval).

## Génétique
Des mutations du gène antennapedia, chez la drosophile, peuvent faire apparaître des pattes sur la tête à la place des antennes.

## Grossesse ectopique, ou extra-utérine
Lors d'une grossesse normale, l'embryon s'implante généralement dans le haut de l'utérus. Cependant, il arrive parfois que l'embryon commence son développement à un autre endroit, le plus fréquent étant dans la trompe. Ce type de grossesse, extra-utérine, est dit « ectopique ». Le bébé n'est en général pas viable et ce phénomène peut être très dangereux pour la mère.

## Ectopie cellulaire
Des altérations de migrations neuronales dans le cortex au cours du développement ont été associées à des pathologies comme des troubles de la lecture et à certaines mutations de gènes appartenant à la famille DYX1 (en). 